# 佐藤ユリ
佐藤 ユリ（さとう ゆり、1965年8月8日 - ）は、日本の女性声優。東京都出身。

## 来歴
1987年、東京アナウンスアカデミー卒業。江崎プロダクション附属養成所入所。1990年、マウスプロモーションに所属。

## 出演

### テレビアニメ
1990年
- 機動警察パトレイバー（芸妓）

1991年
- らんま1/2 熱闘編

1993年
- しましまとらのしまじろう

1994年
- 親子クラブ（花咲ユリ）
- 幽☆遊☆白書（南野志保利〈2代目〉）

1995年
- 黄金勇者ゴルドラン（記者、妊婦）
- 十二戦支 爆烈エトレンジャー（ウェンディ、ミチル）
- 闘魔鬼神伝ONI（やちほ）

1998年
- デビルマンレディー（ナオミ）

1999年
- 名探偵コナン（伊丹千尋）

### OVA
- 世界名作童話全集（1988年、オデット姫）
- 堕靡泥の星（1989年）
- ダーティペア FLASH2（1994年、女生徒A）
- アイドルプロジェクト（1995年、ポリゴニアン）
- 支配者の黄昏 TWILIGHT OF THE DARK MASTER（1998年）

### 劇場アニメ
- 紅の豚（1992年）
- 幕末のスパシーボ（1997年、太田波）

### Webアニメ
- マウスどうぶつえん（2017年、オコジョのゆり）

### ゲーム
- 制服伝説プリティ・ファイターX（1995年、黄織涼子）
- ゼノギアス（1998年、オペレーター）

### 吹き替え

#### 映画
- アトミック・トレイン ※テレビ朝日版
- アニー2（チャリティー）
- アムス→シベリア（クリスティー）
- 嵐の中で輝いて（ゲーセラ）
- ウエスト・サイド物語
- 哀しみのスパイ（マリー・クロード）
- キンダガートン・コップ
- クイック&デッド（子供時代のエレン）
- 靴をなくした天使
- グリーン・カード
- クロウ3（サラ）
- ジェシカ（ジュリー）
- ジャングル・ブック（アリス）※機内上映版
- 新スタートレック（フランシー）
- スリーメン&リトルレディ
- ターミネーター2 ※機内上映版
- 旅する女 シャーリー・バレンタイン（子供時代のシャーリー）
- 007 消されたライセンス（空港窓口の女性）※TBS版
- ディアボロス/悪魔の扉（バーバラ）
- トーク・レディオ ※TBS版
- 白銀に燃えて（ベッキー）
- バスケットボール・ダイアリーズ
- バック・トゥ・ザ・フューチャー PART2
- 花嫁はエイリアン（レキシー）
- ビジョン・クエスト/青春の賭け（エプスタイン）
- 陽のあたる教室
- 評決のとき（ハンナ）
- フェティッシュ（ケリー）
- フォー・ウェディング（ニッキー）
- フロム・ダスク・ティル・ドーン（ケリー）
- マーガレット・ミッチェル物語（子供時代のマーガレット）
- 許されざる者※テレビ朝日版
- レイダース/失われたアーク《聖櫃》 ※ソフト版
- レッド・オクトーバーを追え!
- ロンリー・ブラッド
- ワイルド・ガンズ（ジー）

#### ドラマ
- 恐竜家族
- 小公子（ルーシー）
- ダラス（アンジェリカ）
- チャームド（子供時代のプルーデンス）
- ビバリーヒルズ青春白書（タラ）
- フルハウス（キャシー・サントニ）
- マイティ・モーフィン・パワーレンジャー（男の子）

#### アニメ
- タイニー・トゥーンズ（ダイアナ妃）
- チップとデール（サリー）
- トムとジェリー・キッズ（ナレーション）
- バッグス・バニーのぶっちぎりステージ
- リトル・マーメイド

### テレビ番組
- 開運のツキ
- ダイレクトショッピング

### 特撮
- 天装戦隊ゴセイジャー（天知裕子の声）

### CD
- 創竜伝（麻田絵理）
- ロードス島戦記 風と炎の魔神（女B）

### CM
- オートバックス
- 鬼怒川観光ホテル
- サンリオピューロランド
- 平禄寿司